# Sergentomyia standfasti
Sergentomyia standfasti är en tvåvingeart som beskrevs av Lewis och Dyce 1989. Sergentomyia standfasti ingår i släktet Sergentomyia och familjen fjärilsmyggor.
Artens utbredningsområde är Northern Territory, Australien. Inga underarter finns listade i Catalogue of Life.